# زیلوفورامین
زیلوفورامین (انگلیسی: Zylofuramine) یک داروی محرک است. این دارو در سال ۱۹۶۱ تولید شد و با عنوان یک داروی سرکوب‌کننده اشتها و نیز برای درمان دمانس در سالخوردگان به معرفی شد، ولی
اطلاعات اندکی از آن موجود است و به نظر نمی‌رسد که هیچگاه وارد بازار شده باشد.
این ترکیب در سراسر جهان یک ماده قانونی است. ساختار شیمیایی آن شباهت زیادی به سایر داروهای محرک با استخلاف N-اتیل، از جمله اتیل آمفتامین دارد، اما این شباهت آنقدر نیست که مستلزم ممنوعیت خرید و فروش آن باشد.